# Damian Kądzior
Damian Kądzior (ur. 16 czerwca 1992 w Białymstoku) – polski piłkarz grający na pozycji pomocnika w polskim klubie GKS Tychy. Były reprezentant Polski. Dwukrotny mistrz Chorwacji w latach 2018-2020 z Dinamo Zagrzeb.

## Kariera klubowa

### SD Eibar
29 sierpnia 2020 na oficjalnej stronie internetowej hiszpańskiego klubu poinformowano o zawarciu kontraktu z zawodnikiem do końca czerwca 2023. Koszt transferu wyniósł około 2 000 000 € z bonusami. Dla Damiana Kądziora był to drugi zagraniczny zespół w karierze. Polak zadebiutował w barwach Eibaru 12 września w domowym meczu 1. kolejki Primera División z Celtą Vigo, gdy w 61. minucie zmienił Takashiego Inuiego. W podstawowej jedenastce po raz pierwszy wyszedł w 3. kolejce ligowej podczas derbów Baskonii z Athletikiem Bilbao. W porozumieniu z selekcjonerem reprezentacji Polski Jerzym Brzęczkiem, zrezygnował z udziału w listopadowym zgrupowaniu kadry, by pozostać na zajęciach w ośrodku treningowym Atxabalpe. Debiut w Pucharze Króla Kądzior zanotował podczas pierwszej rundy na wyjeździe w Logroño, gdzie rozegrał pełne spotkanie. Przez następne 2 tygodnie nie trenował z powodu zakażenia wirusem grypy. Przerwę w ligowych występach, trwającą od 30 października, zakończył 29 grudnia na Camp Nou, rozgrywając w podstawowym składzie 81. minut przeciwko FC Barcelonie. Pierwszą asystę dla Eibaru zanotował w swoim ósmym występie, gdy w 14. minucie styczniowego spotkania drugiej rundy Pucharu Króla celnie dośrodkował do Yoshinoriego Muty. W zimowym oknie transferowym Polak uzyskał od hiszpańskiego klubu zgodę na płatne wypożyczenie - Kądzior od podpisania kontraktu zagrał w 8 z 21 spotkań Eibaru.

### Alanyaspor
19 stycznia 2021 na oficjalnej stronie internetowej tureckiego klubu poinformowano o wypożyczeniu zawodnika do końca sezonu 2020/2021. Polak przeszedł pozytywnie testy medyczne dzień przed podpisaniem półrocznego kontraktu. Koszt wypożyczenia wyniósł około 150 000 €. Kądzior zadebiutował w barwach Alanyasporu 21 stycznia w wyjazdowym meczu 20. kolejki Süper Lig z BB Erzurumsporem, gdy w 74. minucie zmienił Adama Bareiro. Przed debiutem odbył z zespołem tylko dwie sesje treningowe. Pierwszą asystę dla tureckiego klubu zanotował w swoim ósmym ligowym występie, gdy w 54. minucie marcowego spotkania przeciwko Göztepe SK celnie dośrodkował z rzutu rożnego do Georgiosa Tzavellasa. W meczu 30. kolejki Süper Lig po interwencji gracza Trabzonsporu Polak doznał urazu stawu skokowego, po którym został zniesiony na noszach w 61. minucie. W marcu Kądzior nie znalazł się na liście zawodników powołanych przez Paulo Sousę na zgrupowanie reprezentacji Polski, w trakcie którego rozegrali oni 3 mecze eliminacji do Mistrzostw Świata 2022. 

## Życie prywatne
W grudniu 2020 uzyskał certyfikat językowy potwierdzający znajomość języka hiszpańskiego na poziomie A1.

## Statystyki kariery
Aktualne na dzień 30 marca 2021
| Klub                  | Sezon              | Liga               | Liga  | Liga   | Puchar kraju | Puchar kraju | Europa | Europa | Suma  | Suma   |
| Klub                  | Sezon              | Liga               | Mecze | Bramki | Mecze        | Bramki       | Mecze  | Bramki | Mecze | Bramki |
| --------------------- | ------------------ | ------------------ | ----- | ------ | ------------ | ------------ | ------ | ------ | ----- | ------ |
| Jagiellonia Białystok | 2012/2013          | Ekstraklasa        | 2     | 0      | 1            | 0            | –      | –      | 3     | 0      |
| Jagiellonia Białystok | 2014/2015          | Ekstraklasa        | 1     | 0      | 1            | 0            | –      | –      | 2     | 0      |
| Jagiellonia Białystok | Ogólnie            | Ogólnie            | 3     | 0      | 2            | 0            | 0      | 0      | 5     | 0      |
| Motor Lublin          | 2012/2013 w        | II liga            | 14    | 1      | 0            | 0            | –      | –      | 14    | 1      |
| Motor Lublin          | 2013/2014          | II liga            | 32    | 7      | 2            | 0            | –      | –      | 34    | 7      |
| Motor Lublin          | Ogólnie            | Ogólnie            | 46    | 8      | 2            | 0            | 0      | 0      | 48    | 8      |
| Dolcan Ząbki          | 2014/2015 w        | I liga             | 14    | 2      | 0            | 0            | –      | –      | 13    | 2      |
| Dolcan Ząbki          | 2015/2016          | I liga             | 17    | 5      | 2            | 1            | –      | –      | 19    | 6      |
| Dolcan Ząbki          | Ogólnie            | Ogólnie            | 31    | 7      | 2            | 1            | 0      | 0      | 32    | 8      |
| Wigry Suwałki         | 2015/2016 w        | I liga             | 14    | 4      | 0            | 0            | –      | –      | 14    | 4      |
| Wigry Suwałki         | 2016/2017          | I liga             | 33    | 14     | 6            | 2            | –      | –      | 39    | 16     |
| Wigry Suwałki         | Ogólnie            | Ogólnie            | 47    | 18     | 6            | 2            | 0      | 0      | 53    | 20     |
| Górnik Zabrze         | 2017/2018          | Ekstraklasa        | 37    | 9      | 7            | 2            | –      | –      | 44    | 11     |
| Górnik Zabrze         | Ogólnie            | Ogólnie            | 37    | 9      | 7            | 2            | 0      | 0      | 44    | 11     |
| Dinamo Zagrzeb        | 2018/2019          | Prva HNL           | 28    | 6      | 4            | 2            | 8      | 0      | 40    | 8      |
| Dinamo Zagrzeb        | 2019/2020          | Prva HNL           | 30    | 10     | 3            | 3            | 4      | 0      | 37    | 13     |
| Dinamo Zagrzeb        | Ogólnie            | Ogólnie            | 58    | 16     | 7            | 5            | 12     | 0      | 77    | 21     |
| SD Eibar              | 2020/2021          | Primera División   | 6     | 0      | 2            | 0            | 0      | 0      | 8     | 0      |
| SD Eibar              | Ogólnie            | Ogólnie            | 6     | 0      | 2            | 0            | 0      | 0      | 8     | 0      |
| Alanyaspor            | 2020/2021          | Süper Lig          | 9     | 0      | 1            | 0            | –      | –      | 10    | 0      |
| Alanyaspor            | Ogólnie            | Ogólnie            | 9     | 0      | 1            | 0            | 0      | 0      | 10    | 0      |
| Ogólnie w karierze    | Ogólnie w karierze | Ogólnie w karierze | 236   | 58     | 29           | 10           | 12     | 0      | 277   | 68     |

### Reprezentacyjne
(aktualne na dzień 30 marca 2021)
| Reprezentacja | Rok     | Mecze | Bramki |
| ------------- | ------- | ----- | ------ |
| Polska        | 2018    | 3     | 0      |
| Polska        | 2019    | 1     | 1      |
| Polska        | 2020    | 2     | 0      |
| Ogólnie       | Ogólnie | 6     | 1      |

| Mecze i gole w reprezentacji | Mecze i gole w reprezentacji | Mecze i gole w reprezentacji | Mecze i gole w reprezentacji | Mecze i gole w reprezentacji | Mecze i gole w reprezentacji | Mecze i gole w reprezentacji |
| Lp.                          | Data                         | Miejsce                      | Przeciwnik                   | Gol                          | Wynik                        | Rozgrywki                    |
| ---------------------------- | ---------------------------- | ---------------------------- | ---------------------------- | ---------------------------- | ---------------------------- | ---------------------------- |
| 1.                           | 11.09.2018                   | Wrocław                      | Irlandia                     |                              | 1:1                          | towarzyski                   |
| 2.                           | 15.11.2018                   | Gdańsk                       | Czechy                       |                              | 0:1                          | towarzyski                   |
| 3.                           | 20.11.2018                   | Guimarães                    | Portugalia                   |                              | 1:1                          | LN 2018/2019                 |
| 4.                           | 10.06.2019                   | Warszawa                     | Izrael                       | Gol                          | 4:0                          | el. ME 2020                  |
| 5.                           | 07.10.2020                   | Gdańsk                       | Finlandia                    |                              | 5:1                          | towarzyski                   |
| 6.                           | 14.10.2020                   | Wrocław                      | Bośnia i Hercegowina         |                              | 3:0                          | LN 2020/2021                 |